# エウレリョ・ダ・シウヴァ・ゴメス
エウレリョ・ダ・シウヴァ・ゴメス（Heurelho da Silva Gomes,ポルトガル語発音: [ˈɡõmiʃ]、1981年2月15日 - ）は、ブラジル・ミナスジェライス州出身の元サッカー選手。現役時代のポジションはゴールキーパー。

## 来歴

### クラブ
2002年にブラジルのクルゼイロECでプロキャリアをスタートさせた。ここでの活躍が認められ2004年にオランダの名門・PSVアイントホーフェンへと移籍した。移籍後は不動の守護神として、リーグ4連覇やチャンピオンズリーグ（CL）でクラブ史上初となる決勝トーナメント進出などに貢献した。一見派手なスーパーセーブこそ少ないが、的確な判断とミスの少ない安定したプレーが特徴の堅実な選手で、素早く正確なスローによるフィードも特徴のひとつであった。
2008年6月26日、ポール・ロビンソンの後釜としてイングランドのトッテナム・ホットスパーFCへ780万ポンドで移籍。2008-09シーズンは慣れないプレミアリーグで不安定なプレーを見せ、さらにファンから厳しい言葉を投げかけられたこともあったが、2009-10シーズンでは文字通り守護神として好セーブを連発し幾度となくトッテナムのCL出場権獲得に貢献した。
しかし2010-11シーズンは一転して凡ミスを繰り返し、CL出場権とハリー・レドナップ監督の信頼を失った。チャンピオンズリーグではベスト8に躍進したが、2011年4月13日の準々決勝レアル・マドリード戦の2ndレグでクリスティアーノ・ロナウドのシュートを後逸する痛恨のミスを犯してこれが決勝点となり1stレグの結果（0-4）もあわせて敗退した。さらに、4月30日にはCL出場権を争うロンドンのライバルチェルシーFC戦でフランク・ランパードのミドルを同じように後逸して失点し、1-2で敗れた。終盤戦は交通事故による大怪我から復帰したカルロ・クディチーニにポジションを明け渡した。
2011-12シーズンはアストン・ヴィラFCから移籍してきたブラッド・フリーデルに正GKの座を奪われた。さらに、第2GKにはクディチーニが起用されることが多く正GKから一転ベンチにすら入れない第3GKに降格し、シーズン終了までそれが続いた。さらに、2012-13シーズンになるとフランス代表主将でもあるウーゴ・ロリスが加入したため遂に戦力外同然の第4GKにまで転落した。
2013年1月31日、ドイツのTSG1899ホッフェンハイムへシーズン終了までの期限付きで移籍。安定感に欠けたティム・ヴィーゼに変わりポジションを得たが、4月5日のフォルトゥナ・デュッセルドルフ戦でアンドレアス・ランベルツと接触した際に左手を骨折。そのままシーズン終了となってしまった。
2014年5月、ワトフォードFCに移籍。

### 代表

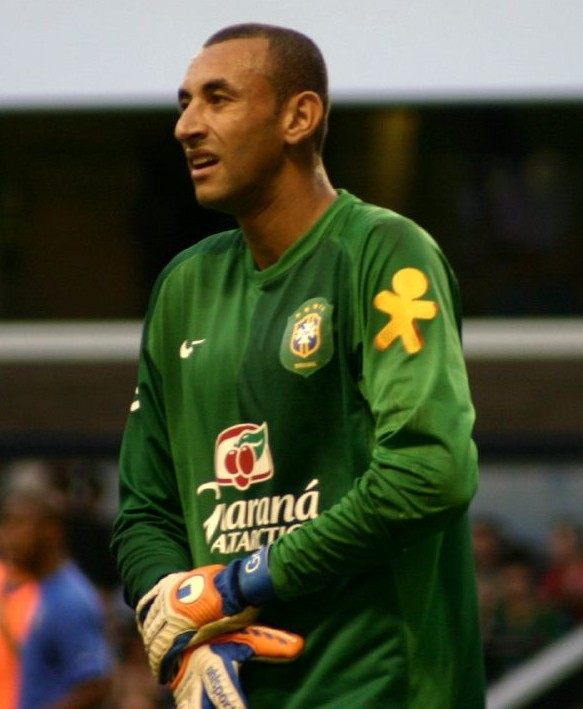
ブラジル代表でのゴメス

ブラジル代表ではドゥンガ監督の下で一時はジーダの後継者とされた。南アフリカで開催されたFIFAコンフェデレーションズカップ2009では、ジュリオ・セザルの控えGKとしてエントリーメンバーに選出され、2010 FIFAワールドカップでもメンバー入りを果たした。

## 個人成績
| シーズン | クラブ                      | リーグ             | リーグ | リーグ |
| シーズン | クラブ                      | リーグ             | 出場   | 得点   |
| -------- | --------------------------- | ------------------ | ------ | ------ |
| 2002     | クルゼイロ                  | セリエA            | 14     | 0      |
| 2003     | クルゼイロ                  | セリエA            | 40     | 0      |
| 2004     | クルゼイロ                  | セリエA            | 5      | 0      |
| 2004-05  | PSVアイントホーフェン       | エールディヴィジ   | 30     | 0      |
| 2005-06  | PSVアイントホーフェン       | エールディヴィジ   | 32     | 0      |
| 2006-07  | PSVアイントホーフェン       | エールディヴィジ   | 32     | 0      |
| 2007-08  | PSVアイントホーフェン       | エールディヴィジ   | 34     | 0      |
| 2008-09  | トッテナム・ホットスパー    | プレミアリーグ     | 34     | 0      |
| 2009-10  | トッテナム・ホットスパー    | プレミアリーグ     | 31     | 0      |
| 2010-11  | トッテナム・ホットスパー    | プレミアリーグ     | 30     | 0      |
| 2011-12  | トッテナム・ホットスパー    | プレミアリーグ     | 0      | 0      |
| 2012-13  | トッテナム・ホットスパー    | プレミアリーグ     | 0      | 0      |
| 2012-13  | 1899ホッフェンハイム (loan) | ブンデスリーガ     | 9      | 0      |
| 2013-14  | トッテナム・ホットスパー    | プレミアリーグ     | 0      | 0      |
| 2014-15  | ワトフォード                | チャンピオンシップ | 44     | 0      |

## 代表歴

### 出場大会
- ブラジル代表
  - 2010 FIFAワールドカップ

### 試合数
- 国際Aマッチ 11試合 0得点（2003年-2010年）[4]

| ブラジル代表 | 国際Aマッチ | 国際Aマッチ |
| 年           | 出場        | 得点        |
| ------------ | ----------- | ----------- |
| 2003         | 5           | 0           |
| 2004         | 0           | 0           |
| 2005         | 0           | 0           |
| 2006         | 4           | 0           |
| 2007         | 0           | 0           |
| 2008         | 0           | 0           |
| 2009         | 0           | 0           |
| 2010         | 2           | 0           |
| 通算         | 11          | 0           |

## 獲得タイトル

### クラブ
- クルゼイロ

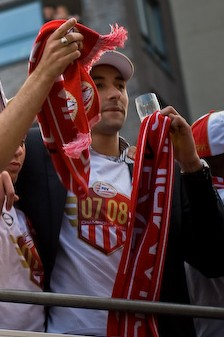
PSVでのリーグ優勝（2007-08）パレードの様子

  - 2003年 : ブラジル・セリエA - 優勝
  - 2003年 : コパ・ド・ブラジル - 優勝
  - 2002年,2003年.2004年 : カンピオナート・ミネイロ - 優勝
- PSV
  - 2004-05, 2005-06, 2006-07, 2007-08 : エールディヴィジ - リーグ優勝
  - 2004-05 : KNVBカップ - 優勝

### 代表
- FIFAコンフェデレーションズカップ 2005, 2009